# Clifford Wells
Clifford Wells (geboren 1934) ist ein britischer Jugendbuchautor.
Wells lebt seit Anfang der 1960er Jahre in Hamburg, wo er als Englischlehrer an der Internationalen Schule gearbeitet hat. 1980 erschien ein erster Abenteuerroman für Jugendliche, Abenteuer in Atalan, der aus Erzählungen Wells’ bei einer Klassenfahrt entstand. 1986 veröffentlichte er den Jugend-Science-Fiction-Roman Warnung aus der Zukunft. Seine auf Englisch verfassten Romane, die teilweise von ihm selbst illustriert wurden, erschienen jeweils zuerst in deutscher Übersetzung.

## Bibliografie
- Abenteuer in Atalan. Übersetzt von Siegfried Mrotzek. Schaffstein, Dortmund 1980, ISBN 3-588-00057-7. Taschenbuchausgabe: Arena-Taschenbuch #1483, 1984, ISBN 3-401-01483-8. Neuübersetzung von Emily Clarke-Brandt: BoD, Norderstedt 2001, ISBN 3-8311-0864-1.
- Die Gefangenen des Minos. Übersetzt von Hans-Georg Noack. Illustriert vom Autor. Arena, Würzburg 1984, ISBN 3-401-04019-7. Korrigierte Neuausgabe als: Der Fluch des Labyrinths. Atelier Opal Productions, Hamburg 2000, ISBN 3-8311-0003-9.
  - Englische Originalausgabe: The curse of the labyrinth. BoD, Norderstedt 2001, ISBN 3-8311-1610-5.
- Warnung aus der Zukunft. Übersetzt von Hans-Georg Noack. Illustriert vom Autor. Arena, Würzburg 1986, ISBN 3-401-04140-1.